# Антонов, Михаил Игнатьевич
Михаил Игнатьевич Антонов (1871—1939) — русский советский художник-график. Автор одной из лучших ранних советских почтовых марок — «Освобождённый пролетарий» (1921).

## Биография
Михаил Игнатьевич учился в Академии художеств в Санкт-Петербурге на правах вольнослушателя. В 1894 году за свои работы он получил малую серебряную медаль, а в 1896 году — звание классного художника 3-й степени.
В 1918 году М. И. Антонов был назначен руководителем класса гравюры Высшего художественного училища в Петрограде. С 1922 по 1927 год он работал преподавателем в Высшем художественно-техническом институте.

## Творческая деятельность
Михаил Антонов искусно владел графикой, добиваясь большей выразительности, чистоты и чёткости изображения. Его работы не раз удостаивались самых разных наград. Так, например, на конкурсе, проведённом обществом в 1904 году, Михаил получил первую премию за работы, выполненные ксилографией. Весьма удачными были его иллюстрации к рассказу Л. Н. Толстого «Упустишь огонь — не потушишь».
В советское время творчество художника было подчинено требованиям новой эпохи, что нашло отражение в тематике его работ (см. пример на илл. ниже).
Графические и живописные работы, созданные М. И. Антоновым, хранятся в ряде музеев страны и в Академии художеств Санкт-Петербурга.

## Создание почтовых марок
Михаил Антонов причастен к созданию первых стандартных марок РСФСР 1921 года. В частности, ему принадлежит рисунок марки в 40 рублей — «Освобождённый пролетарий» (ЦФА [АО «Марка»] № 7). Это была первая и единственная марка работы М. И. Антонова, которая является одной из лучших почтовых миниатюр и долгое время считалась самой первой советской почтовой маркой.